# インノケンティウス1世 (ローマ教皇)
インノケンティウス1世（Innocent I, ? - 417年3月12日）は、ローマ教皇（在位：401年 - 417年）。カトリック教会および正教会で聖人とされる。